# Les Voivres
Les Voivres és un municipi francès, situat al departament dels Vosges i a la regió del Gran Est. L'any 2007 tenia 313 habitants.

## Demografia

### Població
El 2007 la població de fet de Les Voivres era de 313 persones. Hi havia 115 famílies, de les quals 28 eren unipersonals (8 homes vivint sols i 20 dones vivint soles), 28 parelles sense fills, 43 parelles amb fills i 16 famílies monoparentals amb fills.
La població ha evolucionat segons el següent gràfic:
Habitants censats

### Habitatges
El 2007 hi havia 166 habitatges, 121 eren l'habitatge principal de la família, 26 eren segones residències i 18 estaven desocupats. 137 eren cases i 25 eren apartaments. Dels 121 habitatges principals, 91 estaven ocupats pels seus propietaris, 28 estaven llogats i ocupats pels llogaters i 3 estaven cedits a títol gratuït; 8 tenien dues cambres, 14 en tenien tres, 37 en tenien quatre i 63 en tenien cinc o més. 85 habitatges disposaven pel capbaix d'una plaça de pàrquing. A 69 habitatges hi havia un automòbil i a 38 n'hi havia dos o més.

### Piràmide de població
La piràmide de població per edats i sexe el 2009 era:
| Homes | Edats   | Dones |
| ----- | ------- | ----- |
| 0     | 95 o +  | 0     |
| 0     | 90 a 94 | 0     |
| 0     | 85 a 89 | 0     |
| 0     | 80 a 84 | 0     |
| 8     | 75 a 79 | 16    |
| 12    | 70 a 74 | 4     |
| 8     | 65 a 69 | 4     |
| 4     | 60 a 64 | 8     |
| 4     | 55 a 59 | 4     |
| 0     | 50 a 54 | 4     |
| 8     | 45 a 49 | 4     |
| 20    | 40 a 44 | 8     |
| 12    | 35 a 39 | 12    |
| 12    | 30 a 34 | 12    |
| 8     | 25 a 29 | 12    |
| 4     | 20 a 24 | 4     |
| 4     | 15 a 19 | 4     |
| 28    | 10 a 14 | 4     |
| 12    | 5 a 9   | 28    |
| 16    | 0 a 4   | 12    |

## Economia
El 2007 la població en edat de treballar era de 192 persones, 143 eren actives i 49 eren inactives. De les 143 persones actives 121 estaven ocupades (69 homes i 52 dones) i 22 estaven aturades (13 homes i 9 dones). De les 49 persones inactives 13 estaven jubilades, 18 estaven estudiant i 18 estaven classificades com a «altres inactius».

### Ingressos
El 2009 a Les Voivres hi havia 133 unitats fiscals que integraven 368 persones, la mediana anual d'ingressos fiscals per persona era de 12.198 €.

### Activitats econòmiques
Dels 11 establiments que hi havia el 2007, 1 era d'una empresa de fabricació de material elèctric, 1 d'una empresa de fabricació d'altres productes industrials, 3 d'empreses de construcció, 3 d'empreses de comerç i reparació d'automòbils, 2 d'empreses d'hostatgeria i restauració i 1 d'una empresa immobiliària.
Dels 4 establiments de servei als particulars que hi havia el 2009, 1 era un paleta, 1 electricista, 1 restaurant i 1 agència immobiliària.
L'any 2000 a Les Voivres hi havia 13 explotacions agrícoles que ocupaven un total de 440 hectàrees.

## Equipaments sanitaris i escolars
El 2009 hi havia una escola elemental.

## Poblacions més properes
El següent diagrama mostra les poblacions més properes.